# A Collection of Activision Classic Games for the Atari 2600
A Collection of Activision Classic Games for the Atari 2600 (souvent abrégé en Activision Classics) est une compilation de jeu vidéo sorti en 1998 sur PlayStation. La compilation regroupe plusieurs grands classiques d'Activision.

## Liste des jeux
- Atlantis
- Barnstorming
- Boxing
- Chopper Command
- Crackpots
- Cosmic Commuter
- Dolphin
- Dragster
- Enduro
- Fishing Derby
- Freeway
- Frostbite
- Grand Prix
- H.E.R.O.
- Ice Hockey
- Kaboom!
- Keystone Kapers
- Laser Blast
- Megamania
- Pitfall!
- Plaque Attack
- River Raid
- River Raid II
- Seaquest
- Skiing
- Sky Jinx
- Spider Fighter
- Stampede
- Starmaster
- Tennis